# Карсон Фостер
Карсон Фостер (26 жовтня 2001 , Цинциннаті, Огайо ) — американський плавець, чемпіон світу, багаторазовий призер чемпіонатів світу.